# ピープル (玩具メーカー)
ピープル株式会社は、東京都中央区に本社を置く玩具メーカー。主に乳幼児向けの玩具を発売している。
2005年から2025年までバンダイナムコホールディングスの持分法適用会社であった。

## 沿革
- 1977年10月 - 株式会社尼崎を設立。
- 1980年11月 - ピープル株式会社に商号変更。
- 1997年4月 - People株式会社に（定款上）商号変更。当時はアルファベットが登記できなかったため、登記上の商号はそのまま。
- 1998年4月 - 株式を店頭公開（現在のジャスダック）。
- 2003年4月 - ピープル株式会社に商号変更。
- 2005年7月 - バンダイと提携[3]。
- 2025年3月 - ピープルおよび同社取締役兼代表執行役の桐淵真人がバンダイナムコホールディングスより自社株式の買付けを実施、資本業務提携契約を解消[4]。

## 主な商品
わんぱくジム
1982年発売の屋内用ジャングルジム。
いたずら1歳やりたい放題
1985年発売のおもちゃ。
ピタゴラス
1992年発売の磁石でくっつく知育玩具。
ぽぽちゃん
1996年に発売されたお世話人形。2歳児が赤ちゃんと感じるように作られており寝かすと目が動く仕掛けがある。約580万人の子供が遊んだとされるが、2023年9月に生産終了が発表された。
いきなり自転車
2001年発売。
お米のおもちゃ
2010年発売の米由来のプラスチックを使用したおもちゃシリーズ。「純国産 お米のどうぶつつみき」があんふぁん×ぎゅって「おもちゃグランプリ2019」のベビー部門で金賞を受賞。
つくえちゃん
2011年発売のしゃべるリビング学習机。
ねじハピ
2018年発売の女の子向けDIY玩具。

## 提供番組

### 現在
- シナぷしゅ（テレビ東京） 隔日提供。

### 過去
放送順に記載。
- ひらけ!ポンキッキ（フジテレビ）
- 魔神英雄伝ワタル（日本テレビ） ハドソンから提供枠を引き継いだ。
- しましまとらのしまじろう（テレビせとうち）
- ぐるぐるタウンはなまるくん（テレビ大阪）
- マシュマロ通信（テレビ大阪）
- おねがいマイメロディ（テレビ大阪）
- ニャニがニャンだー ニャンダーかめん（名古屋テレビ）
- キティズパラダイスpeace（テレビ東京）
- news every.（日本テレビ） 水曜のみ提供。
- ヒルナンデス!（日本テレビ） 金曜のみ提供。